# Mezzocorona
Mezzocorona (deutsch auch Kronmetz), bis 1902 Mezzotedesco (deutsch Deutschmetz), ist eine italienische Gemeinde (comune) mit 5505 Einwohnern (Stand 31. Dezember 2023) in der Provinz Trient, Region Trentino-Südtirol.

## Geografie
Die Gemeinde liegt im Etschtal in der Rotaliana-Ebene etwa 20 Kilometer nördlich von Trient auf einer leichten Anhöhe von 219 Metern unter den hohen Felswänden des Monte di Mezzocorona. Das Wort Mezzocorona lässt sich von dem mittelalterlichen Adelssitz  ableiten, der in einer Felsnische eindrucksvoll in einer Felswand errichtet wurde. Der alte Adelssitz ist heute Ruine, der jüngere Adelssitz „Kronmetz“ (Mezzocorona, heute Castel Firmian) entstand im 15. Jahrhundert unter den Felsen neu. im Gemeindewappen ist die Adelskrone ebenfalls unübersehbar. Corona nennt sich aber auch der dortige Fels, bzw. das Felsband oder die Felsenhöhle (heute noch im lokalen Dialekt mit „la crona“ bezeichnet). Mezzocorona ist Verwaltungssitz der Talgemeinschaft Comunità Rotaliana-Königsberg.  Mezzocorona ist eine Wein- und Obstbaugemeinde. Im Weinbau dominiert die Rebsorte Teroldego. Nordöstlich liegt die nur wenige Kilometer entfernte Salurner Klause, die die Grenze zu Südtirol bildet und zugleich heute die Sprachgrenze (Mehrheitssprache) ist.

## Geschichte
Die fruchtbare Rotaliana-Ebene am Ausfluss des Flusses Noce vom Nonstal in das Etschtal war schon in prähistorischer Zeit besiedelt, wie Funde aus dem Mesolithikum zeigen. In römischer Zeit war der Ort bedeutend als Wegpunkt an der Via Claudia Augusta. 1174 wird „Metze“ in den Traditionsnotizen des Augustinerchorherrenstifts San Michele all’Adige ersturkundlich genannt. Die Kirchengemeinde ist erstmals 1199 bezeugt. Mezzotedesco bzw. Deutschmetz – so die frühere Bezeichnung des Ortes – war bis zum 14. Jahrhundert Gerichtssitz. 1902 wurde die Gemeinde in Mezzocorona umbenannt, da die einheimische italienische Bevölkerung Anstoß an dem alten Namen nahm. Nach dem Anschluss von Mezzocorona an Italien wurde der neue Name 1924 auch von italienischer Seite bestätigt.

## Sehenswürdigkeiten
- Pfarrkirche Santa Maria Assunta aus dem 19. Jahrhundert
- Palazzo Firmian aus dem 18. Jahrhundert, als Rathaus genutzt
- Castel Firmian, ein Renaissanceschloss aus dem 15. Jahrhundert
- Castel San Gottardo, eine im 12. Jahrhundert erstmals erwähnte Höhlenburg. Die in der hohen Felswand, an die sich Mezzocorona gleichsam schmiegt, gelegene Ruine ist schon mit den amerikanischen Cliff Dwellings verglichen worden. Die Anlage ist auf steilem Weg zugänglich, wird aber von den lokalen Behörden wegen Steinschlaggefahr nicht als touristische Attraktion beworben.

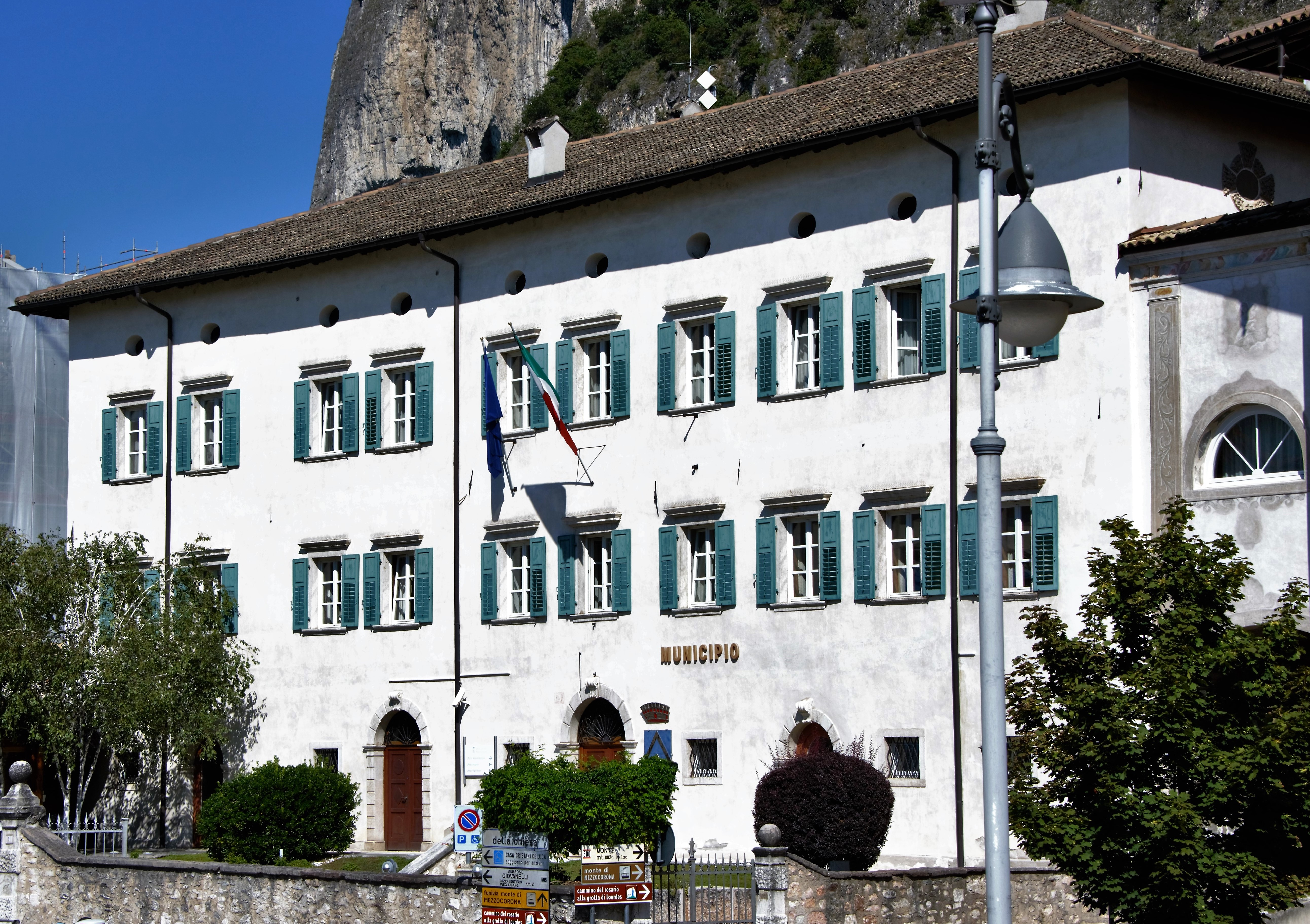
Rathaus im Palazzo Firmian
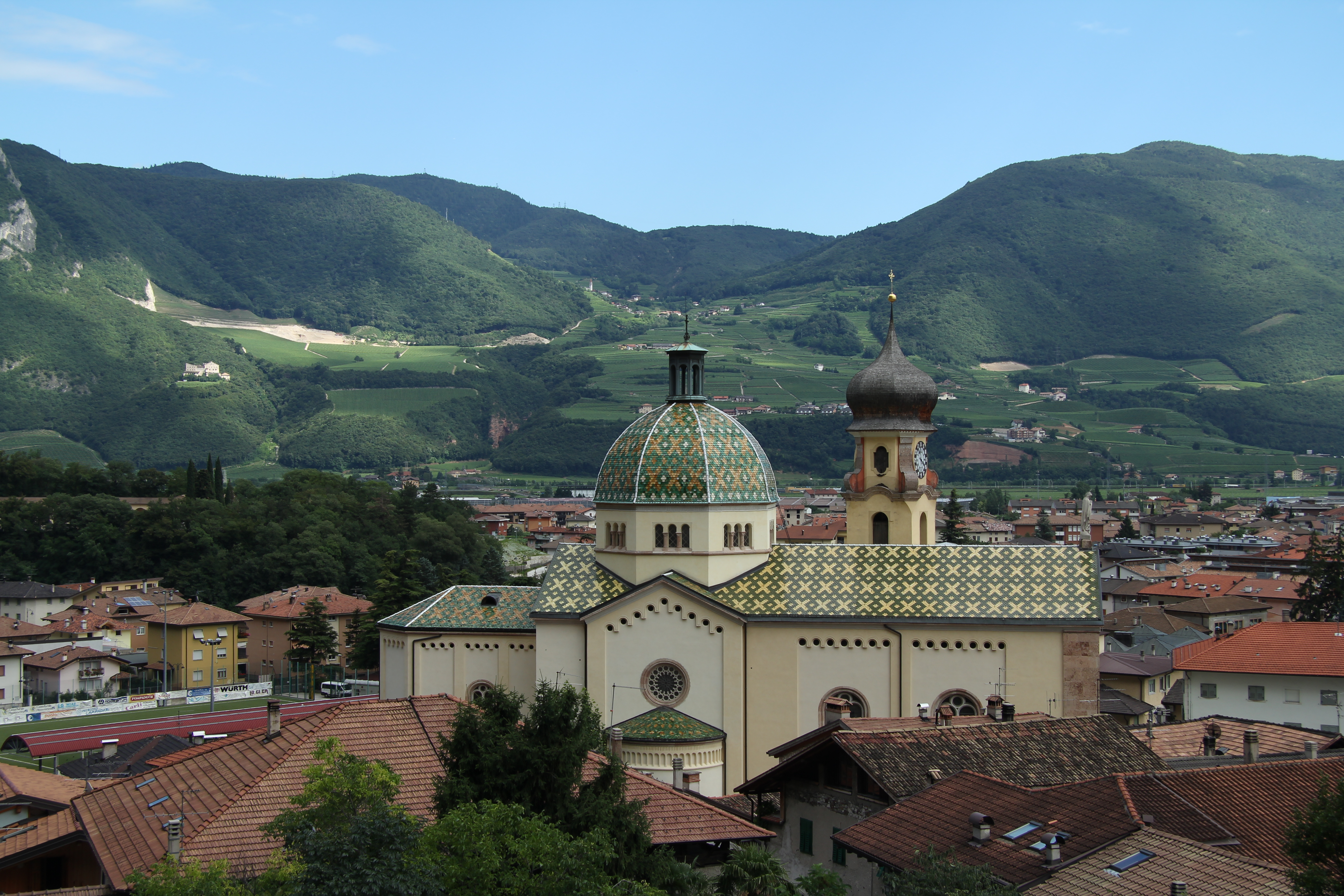
Pfarrkirche Santa Maria Assunta
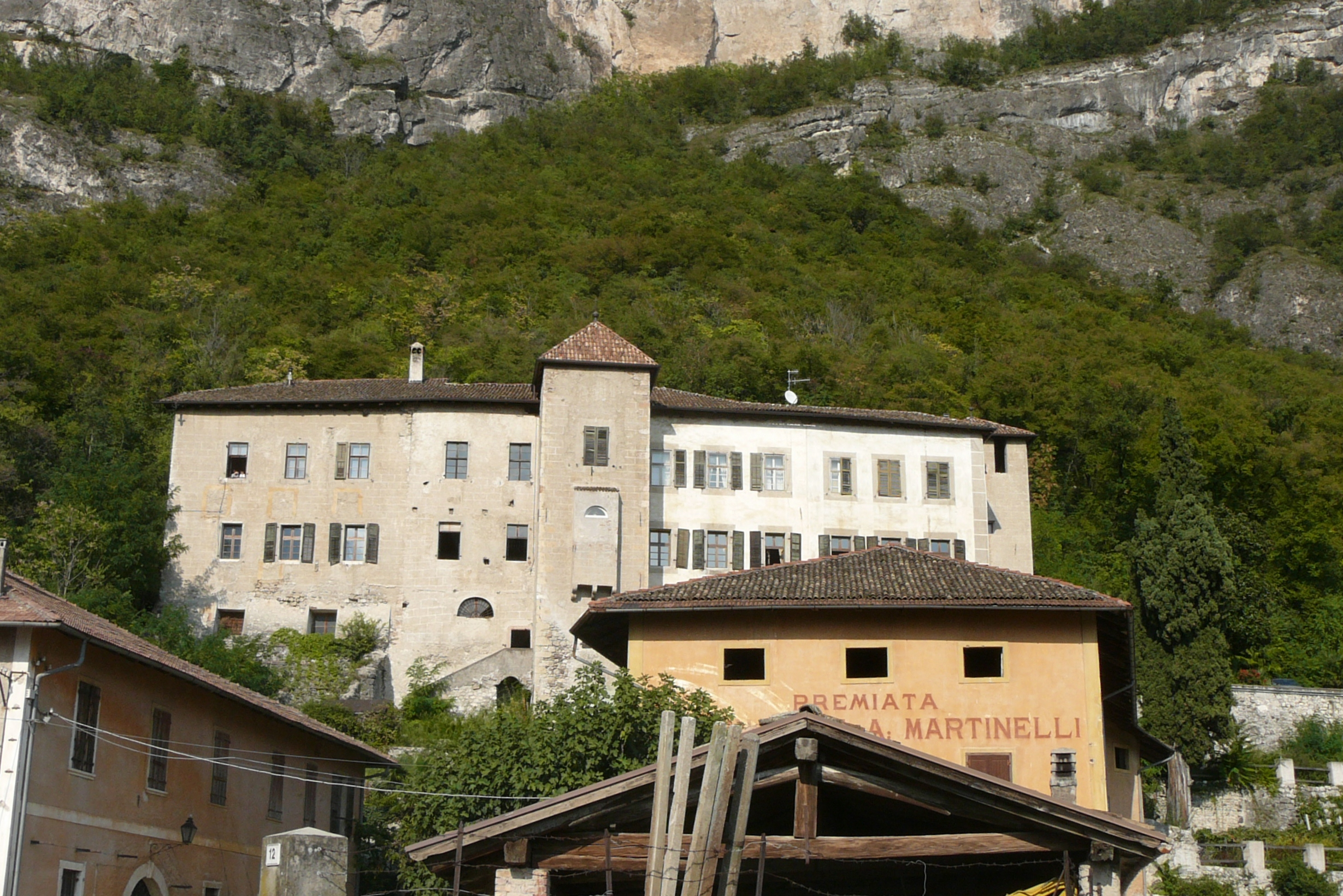
Castel Firmian
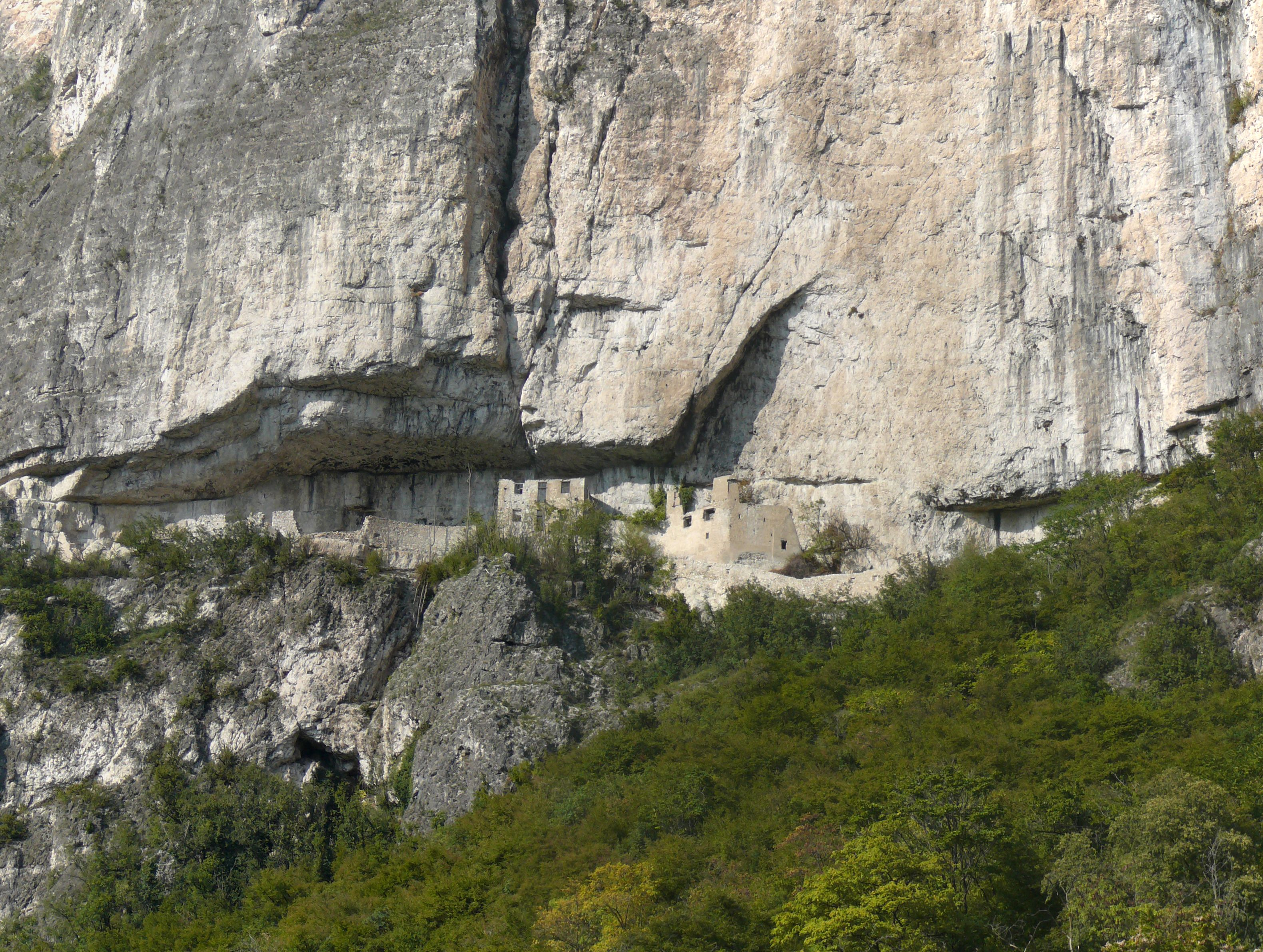
Castel Gottardo

## Verkehr
An Mezzocorona führen die Brennerautobahn (A 22), die Brennerbahn sowie die Nonstalbahn vorbei.

## Persönlichkeiten
- Oswald Eccher ab Eccho (1866–1935), österreichisch-ungarischer Offizier
- Karl Joseph von Firmian (1716–1782), österreichisch-ungarischer Diplomat

## Gemeindepartnerschaft
- Dußlingen,  (Baden-Württemberg)